# Germersheimer Schiffswerft
Die Germersheimer Schiffswerft (1927 bis ca. 1953 Oberrheinische Schiffswerft Spatz & Co GmbH; 1988 bis 2002 Neue Germersheimer Schiffswerft) war eine deutsche Binnenschiffswerft mit Sitz im rheinland-pfälzischen Germersheim.

## Geschichte

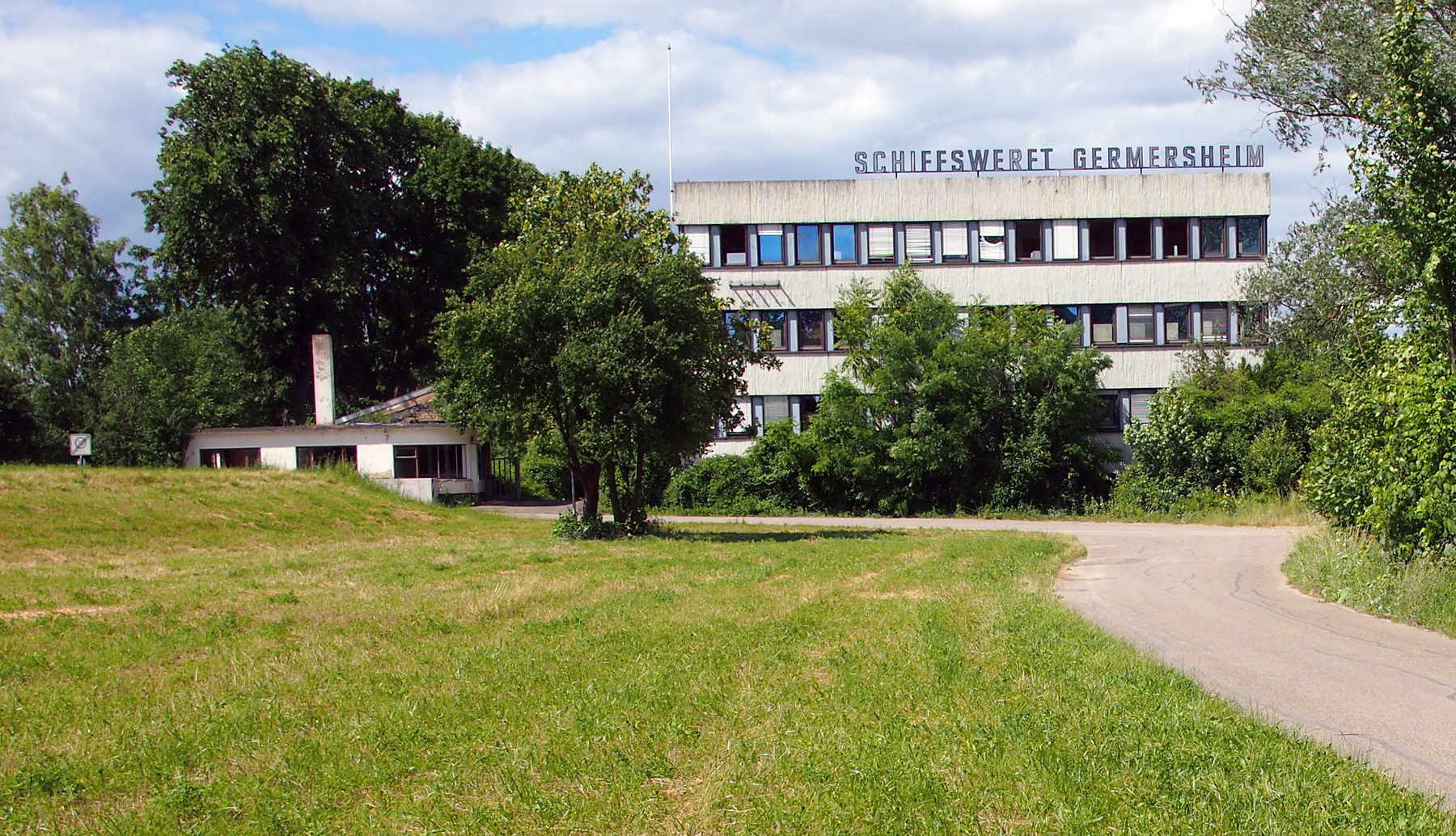
Schiffswerft in Germersheim (2013)

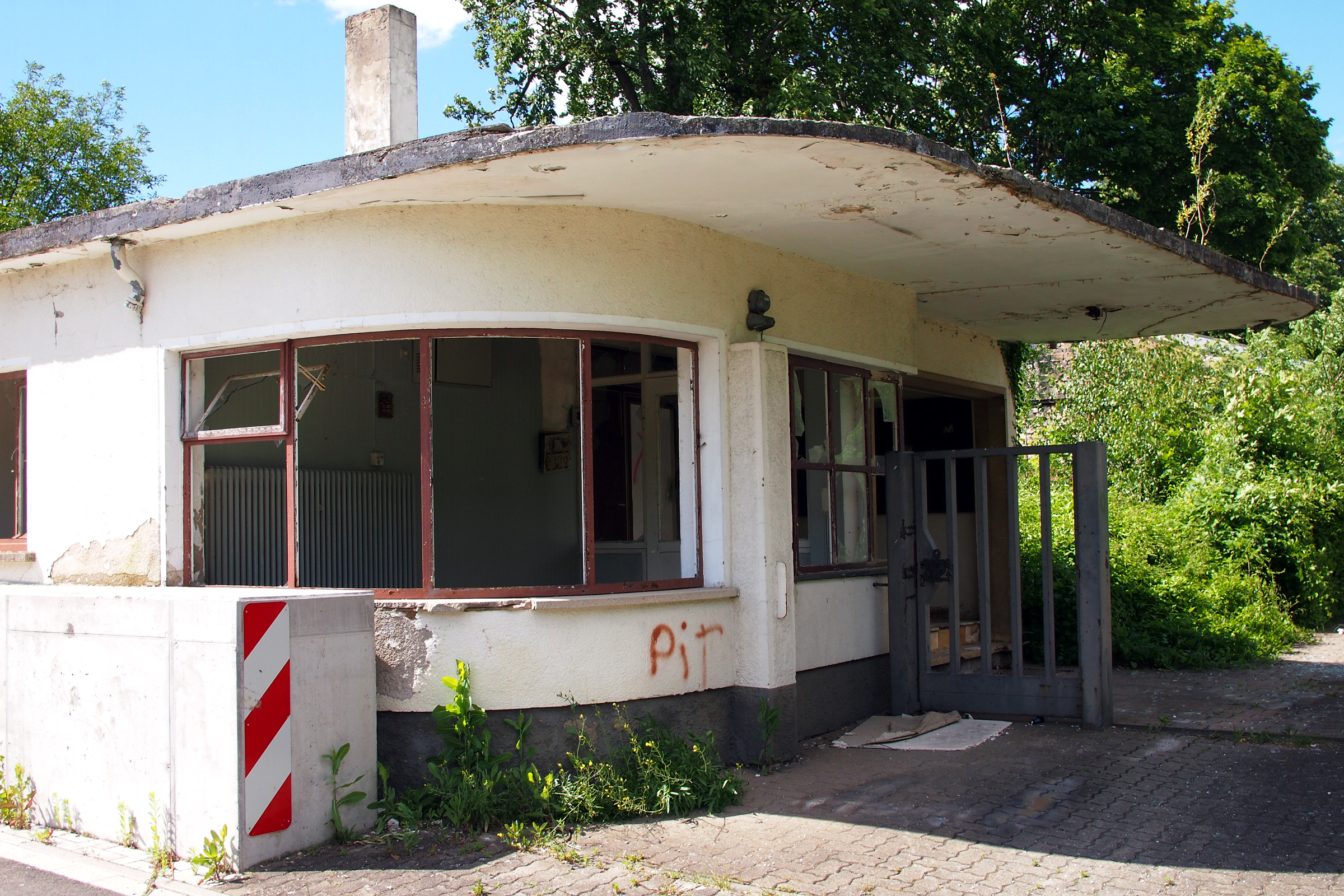
Eingang der Werft (2013)

Der Schiffbaubetrieb wurde 1927 als Oberrheinische Schiffswerft Spatz & Co GmbH gegründet. Im Jahr 1953 beteiligte sich die Reederei Reichel & Co an dem Unternehmen, dessen Namen in Germersheimer Schiffswerft geändert wurde. Nachdem die Germersheimer Schiffswerft im Herbst 1988 Konkurs anmelden musste, wurde als Auffanggesellschaft die Neue Germersheimer Schiffswerft gebildet. Die Mehrheit der Anteile hielt die Ludwig und Jakob Götz KG. Diese konnte sich für einige Jahre erneut am Markt behaupten, musste aber 2002 ihren Betrieb endgültig einstellen. Im Jahr 2009 war die ehemalige Schiffswerft Drehort der Tatort-Folge Tod auf dem Rhein. 2021/22 wurden die Gebäude abgerissen. Auf dem Gelände sollen neue Wohnungen entstehen.

## Schiffe

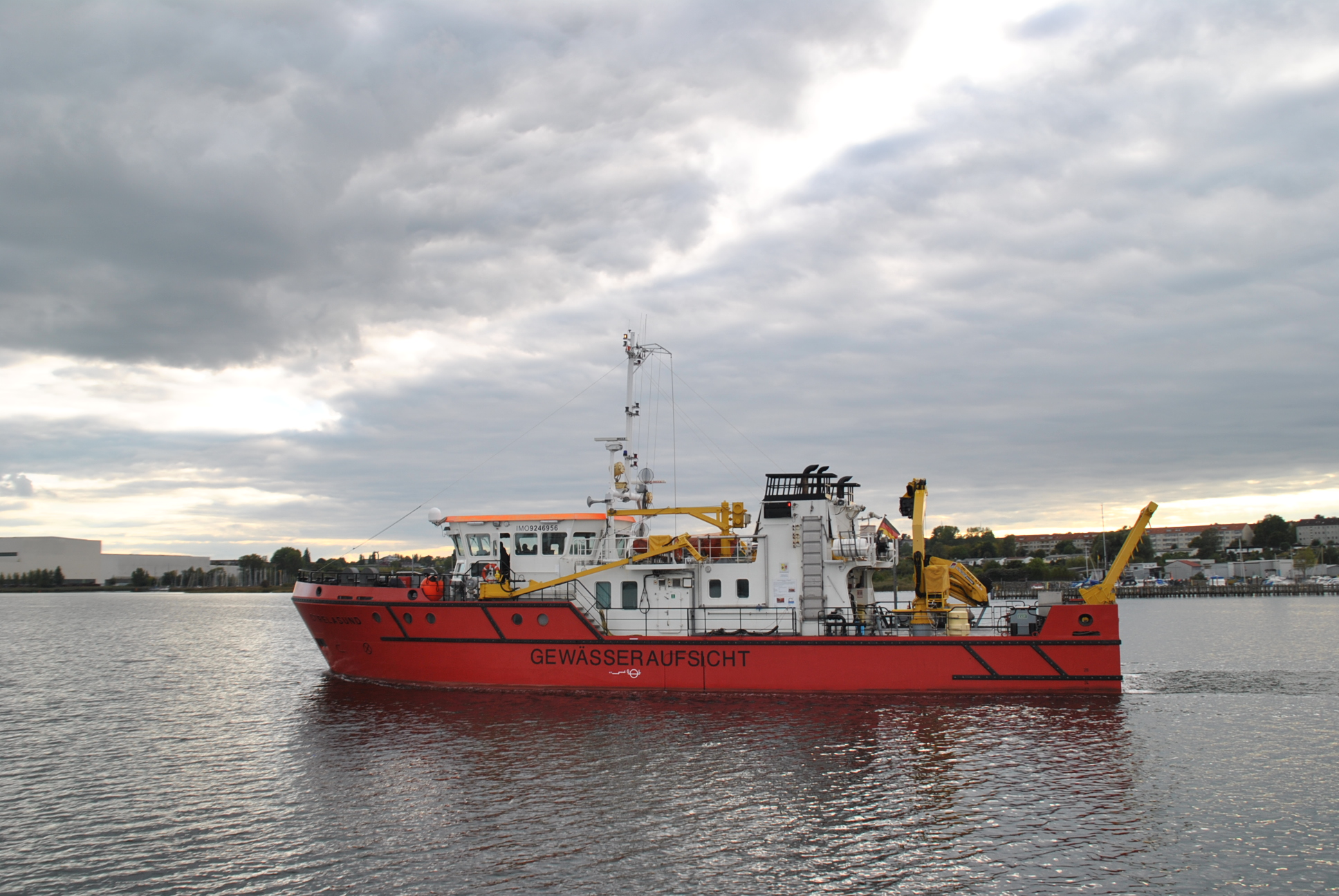
Gewässerschutzschiff STRELASUND, eines der letzten in Germersheim gebauten Schiffe, im Hafen von Wismar

Zunächst baute die Werft hauptsächlich Binnenfrachtschiffe und Schubeinheiten, später nahm sie auch die Fertigung von Schleppern, Tankern, Fahrgastschiffen und anderen Spezialfahrzeugen in ihr Programm auf. International Aufsehen erregte das Unternehmen, als es 1974/75 den Schlepper Zongwe (BauNr. 698) und das Küstenmotorschiff Lukuga (BauNr. 697) fertigte, die beide auf dem Tanganjikasee zum Einsatz kamen. Die Schiffe wurden in Einzelteilen in Germersheim vorgefertigt und schließlich vor Ort montiert. Diese zwei Aufträge bildeten den Beginn einer Phase von erfolgreichen Auslandsgeschäften. Das Unternehmen, das damals rund 140 Arbeiter beschäftigte, konnte die von ihm gefertigten Schiffe in den nächsten 15 Jahren vor allem nach Afrika (Ägypten, Gambia, Kongo, Senegal, Sudan, Togo und Zaire) und Südostasien (Bangladesch und Thailand) exportieren. Auch wurden Behördenschiffe wie das Mess- und Untersuchungsschiff Burgund für das rheinland-pfälzische Ministerium für Umwelt, Energie, Ernährung und Forsten in Rheinland-Pfalz oder das Gewässerüberwachungsschiff Strelasund für das mecklenburg-vorpommersche Amt für Landwirtschaft und Umwelt gebaut.

### Kombi-FähreLe Joola
Im Jahre 1990 lief bei der Werft die Kombi-Fähre Le Joola (BauNr. 847) vom Stapel, die für den Fährdienst an der Küste der Republik Senegal bestimmt war. Das rund 80 Meter lange und 12,50 Meter breite Schiff, das für 536 Passagiere und 44 Besatzungsmitglieder ausgelegt war, galt damals als eines der größten am Oberrhein gebauten Schiffe. Es erreichte eine Geschwindigkeit von 14 Knoten.
Im Senegal verkehrte die Le Joola zwischen der Hauptstadt Dakar und der Hafenstadt Ziguinchor. Im September 2002 kenterte die völlig überladene Fähre vor der Küste des Senegal. Mehr als 1800 Menschen fanden bei dem Unglück den Tod. Lediglich 64 Personen konnten lebend gerettet werden. Der Untergang gilt als drittgrößte Schiffskatastrophe nach der Doña Paz und Kiang Ya seit dem Zweiten Weltkrieg.

### RheinfähreRhenanus
Die auf der Neue Schiffswerft Germersheim erbaute Rheinfähre Rhenanus fährt zwischen dem deutschen Kappel-Grafenhausen und dem französischen Rhinau. Sie ist die größte der drei Rheinfähren im Bereich Conseil Général du Bas-Rhin; ihre Benutzung ist kostenlos und geht auf den Deutsch-Französischen Freundschaftsvertrag (Élysée-Vertrag) von 1963 zurück.
Technische Daten:
Bauwerft: Neue Germersheimer Schiffswerft, Germersheim, D
BauNr.: 868
Baujahr: 1998
Besatzung: 1–2 Fährleute
Länge über Klappen: ca. 53 m
Länge Rumpf: ca. 41 m
Länge Klappen: ca. 6 m
Breite: ca. 12,50 m
Tiefgang: ca. 1,60 m
Antrieb: 4 × SCHOTTEL Pump-Jet SPJ57
Tragfähigkeit: rd. 80 Tonnen bzw. bis zu 30 Fahrzeuge (je max. 3,5 t) bzw. 300 Personen
Wie auch die kleinere Rheinfähre Drusus wird die Rhenanus auf der Schiffswerft Karcher in Freistett gewartet.